# ادرار، الجزایر
ادرار، الجزایر (به عربی: أدرار) یک شهر و شهرستان در الجزایر است که در ناحیه ادرار واقع شده‌است.
 ادرار ۶۳۳ کیلومتر مربع مساحت و ۶۴٬۷۸۱ نفر جمعیت دارد و ۲۵۸ متر بالاتر از سطح دریا واقع شده‌است.